# Kia Clarus

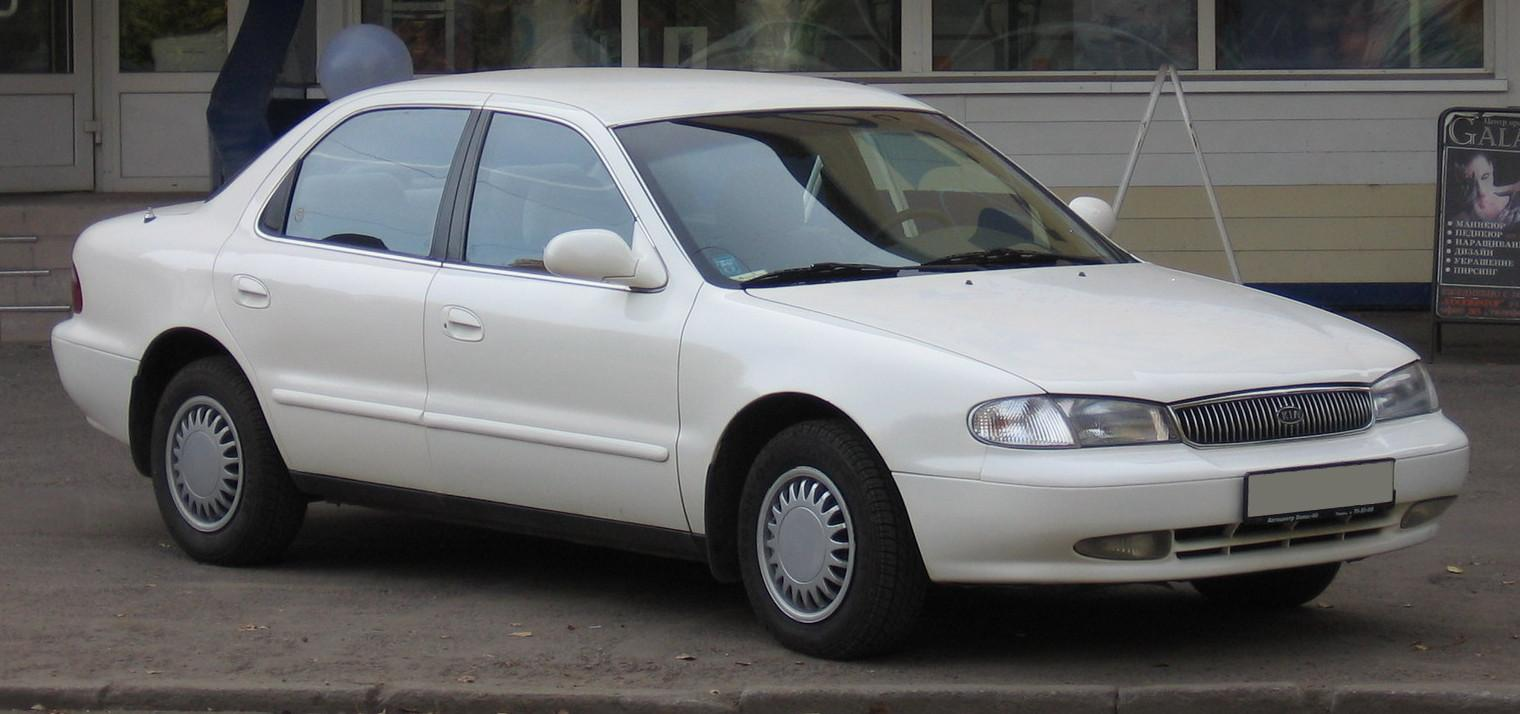
Kia Clarus, årsmodell 1999

Kia Clarus (på hemmamarknaden och i Australien känd som Kia Credos) är en bilmodell som tillverkades av koreanska Kia Motors mellan 1996 och 2001 och fanns som både kombi och sedan. Kia Clarus baserades på Mazda 626. Kia Clarus har många likheter med numera koncernkollegan Hyundai Motor Company och deras Sonata. Efterträdaren till Kia Clarus är Kia Magentis.

## Motorer
Det såldes endast bensindrivna motorer.
- 1,8 liter 116 hk
- 2,0 liter 133 hk